# BUB3
BUB3（budding uninhibited by benzimidazoles 3）は、ヒトではBUB3遺伝子にコードされるタンパク質である。
BUB3は紡錘体チェックポイント（SAC）の調節に関与するタンパク質であり、酵母では必須ではないが、高等真核生物では必須である。チェックポイントタンパク質の1つとして、BUB3は前中期の間に他のタンパク質のキネトコアへの局在を指揮し、後期の不可逆的開始を防いでいる。BUB3はキネトコア-微小管間の相互作用を指揮することで、後期が開始される前に染色体が適切な二方向型（biorientation）の接着を行うよう保証している。BUB3とその関連タンパク質は紡錘体チェックポイントを構成して後期促進複合体（APC/C）の作用を阻害し、時期尚早な後期の開始と有糸分裂の終結を防いでおり、染色体分離の正確性を高める機構として機能している。

## 機能
BUB3は、有糸分裂期の紡錘体の組み立てに関与する複合体の重要な構成要素であり、他の重要なタンパク質と複合体を形成する。染色体が適切に分離されるためには、各染色体のキネトコアが適切な形で紡錘体に接着していることが必要である。この過程は紡錘体チェックポイント複合体によって制御されており、この複合体はフィードバック応答として作動する。接着の欠陥を示すシグナルが存在する場合には有糸分裂は停止し、全ての染色体が紡錘体に対してアンフィテリックな（二方向性の）結合を行うよう保証している。欠陥が解消されると、細胞は後期の過程へと進行する。細胞周期の停止を調節するタンパク質複合体には、BUB1、BUB2、BUB3、Mad1、Mad2、Mad3（BubR1）、MPS1などが含まれる。

## 紡錘体チェックポイントにおける役割
未接着状態のキネトコアでは、BubR1、Bub3、Cdc20からなる複合体がMad2-Cdc20複合体と相互作用してAPCを阻害し、それによって活性型APCCdc20の形成は阻害されている。Bub3はBubR1と恒常的に結合しており、阻害複合体の形成という点でSACの重要な構成要素として機能している。また、後期への移行前にはセキュリンとサイクリンBも未接着のキネトコアによって安定化されている。このサイクリンとセキュリンの安定化によって分解が防がれることで、姉妹染色分体の迅速かつ不可逆的な分離が防がれている。こうした阻害複合体の形成や各段階は、セパラーゼ活性化前の「待て」というシグナルとなる。後期への移行前の段階では、セキュリンはセパラーゼ活性を阻害し、コヒーシン複合体を維持している。
キネトコアの接着が完了すると、紡錘体チェックポイント関連複合体（BubR1-Bub3複合体を含む）の濃度は低下する。

## 構造
Bub3の結晶構造からはWD40リピートを持つ7枚のブレードからなるβプロペラ構造が示されており、4本の逆平行βシートからなる各ブレードが先細った形状のチャネルの周囲に配置された形状となっている。SACの形成のための相互作用に重要な表面が変異解析から示唆されており、特にブレード1、3の保存されたトリプトファン残基、ブレード5の保存されたWAVEは配列の重要性が示唆されている。
WD40タンパク質がファミリーの他のメンバーであるRae1（mRNA核外搬出因子）は、Bub3と高度な配列保存性を示す。どちらもGLEBS（Gle2p binding sequence）モチーフに結合し、Bub1に対するBub3とRae1の相互作用の類似性が示唆されるが、Bub3はMad3とBub1に対して特異的に結合するのに対し、Rae1はより曖昧性が高く、核膜孔複合体とBub1の双方に結合する。

## 相互作用
BUB3はBUB1B、HDAC1、HDAC2と相互作用することが示されている。
Bub3はMad1-Bub1、そしてCdc20（この相互作用はキネトコアを必要としない）と複合体を形成することが示されている。さらに、Mad2、Mad3と結合することも示されており、Mad3のMad2への結合に影響を与える調節因子としても作用する。
Bub3はBub1のキネトコアへの局在を指揮し、SACを活性化する。出芽酵母Saccharomyces cerevisiaeと後生動物の双方で、Bub3はBubR1とBub1に結合することが示されている。

## 関連文献
- “Characterization of MAD2B and other mitotic spindle checkpoint genes”. Genomics 58 (2):  181–7. (June 1999). doi:10.1006/geno.1999.5831. PMID 10366450.
- “Assignment of BUB3 to human chromosome band 10q26 by in situ hybridization”. Cytogenetics and Cell Genetics 88 (3–4):  202–3. (2000). doi:10.1159/000015547. PMID 10828586.
- “Components of the human spindle checkpoint control mechanism localize specifically to the active centromere on dicentric chromosomes”. Human Genetics 107 (4):  376–84. (October 2000). doi:10.1007/s004390000386. PMID 11129339.
- “A role for the Adenomatous Polyposis Coli protein in chromosome segregation”. Nature Cell Biology 3 (4):  429–32. (April 2001). doi:10.1038/35070123. PMID 11283619.
- “Checkpoint inhibition of the APC/C in HeLa cells is mediated by a complex of BUBR1, BUB3, CDC20, and MAD2”. The Journal of Cell Biology 154 (5):  925–36. (September 2001). doi:10.1083/jcb.200102093. PMC 2196190. PMID 11535616.
- “Centromere proteins Cenpa, Cenpb, and Bub3 interact with poly(ADP-ribose) polymerase-1 protein and are poly(ADP-ribosyl)ated”. The Journal of Biological Chemistry 277 (30):  26921–6. (July 2002). doi:10.1074/jbc.M200620200. PMID 12011073.
- “Poly(ADP-ribose) polymerase 2 localizes to mammalian active centromeres and interacts with PARP-1, Cenpa, Cenpb and Bub3, but not Cenpc”. Human Molecular Genetics 11 (19):  2319–29. (September 2002). doi:10.1093/hmg/11.19.2319. PMID 12217960.
- “Molecular cloning and characterization of the human budding uninhibited by benomyl (BUB3) promoter”. Gene 295 (1):  117–23. (July 2002). doi:10.1016/S0378-1119(02)00827-2. PMID 12242018.
- “Novel complex integrating mitochondria and the microtubular cytoskeleton with chromosome remodeling and tumor suppressor RASSF1 deduced by in silico homology analysis, interaction cloning in yeast, and colocalization in cultured cells”. In Vitro Cellular & Developmental Biology. Animal 38 (10):  582–94. (2003). doi:10.1290/1543-706X(2002)38<582:NCIMAT>2.0.CO;2. PMC 3225227. PMID 12762840.
- “Large-scale characterization of HeLa cell nuclear phosphoproteins”. Proceedings of the National Academy of Sciences of the United States of America 101 (33):  12130–5. (August 2004). Bibcode: 2004PNAS..10112130B. doi:10.1073/pnas.0404720101. PMC 514446. PMID 15302935.
- “WD repeat-containing mitotic checkpoint proteins act as transcriptional repressors during interphase”. FEBS Letters 575 (1–3):  23–9. (September 2004). doi:10.1016/j.febslet.2004.07.089. PMID 15388328.
- “Phosphorylation of Cdc20 by Bub1 provides a catalytic mechanism for APC/C inhibition by the spindle checkpoint”. Molecular Cell 16 (3):  387–97. (November 2004). doi:10.1016/j.molcel.2004.09.031. PMID 15525512.
- “Nucleolar proteome dynamics”. Nature 433 (7021):  77–83. (January 2005). Bibcode: 2005Natur.433...77A. doi:10.1038/nature03207. PMID 15635413.
- “Allelic loss at 10q26 in osteosarcoma in the region of the BUB3 and FGFR2 genes”. Cancer Genetics and Cytogenetics 158 (2):  142–7. (April 2005). doi:10.1016/j.cancergencyto.2004.08.035. PMID 15796961.
- “The DYNLT3 light chain directly links cytoplasmic dynein to a spindle checkpoint protein, Bub3”. The Journal of Biological Chemistry 282 (15):  11205–12. (April 2007). doi:10.1074/jbc.M611279200. PMID 17289665.